# N905iμ
FOMA N905iμ（フォーマ・エヌ きゅう まる ご アイ ミュー）は、日本電気 (NEC) によって開発された、NTTドコモの第三世代携帯電話 (FOMA) 端末である。
本項ではカメラを撤去した企業向けモデルのFOMA N905iBiz（フォーマ・エヌ きゅう まる ご アイ ビズ）についても述べる。

## 概要
- これまで、70xシリーズのみにつけられていた薄型モデルを示す「μ」の機種名が、90xシリーズとして初めてつけられた。これまで発売された90xシリーズでは最薄で、12.9mm（最薄部）のボディとなった。
- この端末の大きな特徴として、同日に発表されたN905iと比べて端末の薄型化の為にワンセグ、ニューロポインター、1.7GHz帯への非対応及び、補助ライトの非搭載、スピーカーはモノラル化、カメラの画素が200万画素CMOSに落とされた事が変更点を除いて、フルスペックケータイとなっていることである。
- 外部メモリーは規格上限の2GBまで（ドコモ発表）のmicroSDに対応。カメラ性能は、CMOS有効画素数約200万画素（記録画素数:約190万画素）で、オートフォーカスに対応している。テレビカメラ用のサブカメラは、CMOS有効画素数約33万画素（記録画素数:約31万画素）を搭載する。
- 通信面ではFOMAハイスピードに対応し、最高受信速度3.6Mbpsでの通信ができる。また、フルブラウザも搭載し、これまでドコモの端末に標準搭載されているNetFront社製のフルブラウザに加え、N904iから引き続きピクセル・ブラウザーを搭載している。その他、大きな特徴として、ブックマークに登録したiモードサイトを事前に指定し、最大5件を一括起動できるワンタッチマルチウインドウを搭載しているため、見たいサイトを次々と切り替えることができる。iモードサイト、フルブラウザ、画面メモ、メール画面からダイレクトで調べたい語句を検索できる、クイック検索も搭載している。
- 新しいアプリケーションとしてライフヒストリービューアというものを搭載し、思い出の写真やメールを時間列で表示することもできる。
- 「ヤマハサウンド」搭載により、高音質で音楽が楽しめる。Windows Media Audioに対応しているため、napsterなどの配信サイトも利用可能で、着うたフル、SD-Audioと同じプレイリストで一括管理することが出来る。また、WMA、着うたフルで最長55時間連続再生、SD-AudioでFOMA最長の85時間もの長時間再生が可能となった。うたホーダイにも対応している。なお、N905iμにはSD-Jukebox等の音楽管理ソフトは付属していないので別途用意する必要がある。
- 高精細な480×854ドットの3.0インチのフルワイドVGA「モバイルシャインビューEX液晶」を搭載し、Music&Videoチャネルや大容量iモーションも楽しめる。また待受画面、メール画面、ブラウザ画面、アイコン表示など全てがVGAに対応し、フォントもVGA対応となっている。ゴシック体と明朝体から選べるようになった。
- 国際ローミングWORLD WINGの3G+GSMに対応している。「しゃべって翻訳 for N」や「海外旅行便利ツール」などのアプリもプリインストールされている。
- N905iBizはカメラを撤去したことと、プリインストールiアプリが「FOMA通信環境確認アプリ」のみとなっていること以外はN905iμと同じである。なお、法人専用モデルのため、個人での購入はできない。
- N905iμにプリインストールされているiアプリは、絶対視覚、PLATINUM SURIKI、デコメをつくろう、海外旅行便利ツール、しゃべって翻訳 for N、モバイルGoogleマップN、カメラでケンサク!ERサーチ、地図アプリ、iD設定アプリ、DCMXクレジットアプリ、Gガイド番組表リモコン、FOMA通信環境確認アプリ、iアプリバンキング、楽オク出品アプリ2がプリインストールされている。また、N905iBizにプリインストールされているiアプリは、先に記述した通りFOMA通信環境確認アプリのみプリインストールされている。

| 主な対応サービス           | 主な対応サービス                    | 主な対応サービス                | 主な対応サービス                                     |
| -------------------------- | ----------------------------------- | ------------------------------- | ---------------------------------------------------- |
| DCMX／おサイフケータイ     | うた・ホーダイ                      | 着うたフル／着うた              | デジタルオーディオプレーヤー(WMA)(AAC)(SDオーディオ) |
| 直感ゲーム／メガiアプリ    | Music&Videoチャネル／ビデオクリップ | GSM／3Gローミング（WORLD WING） | プッシュトーク                                       |
| FOMAハイスピード           | GPS／ケータイお探し                 | デコメール／デコメ絵文字        | iチャネル                                            |
| 着もじ                     | テレビ電話／キャラ電                | 電話帳お預かりサービス          | フルブラウザ                                         |
| おまかせロック／バイオ認証 | 外部メモリーへiモードコンテンツ移行 | トルカ                          | iC通信／iCお引越しサービス                           |
| きせかえツール／マチキャラ | バーコードリーダ／名刺リーダ        | 2in1※                           | エリアメール                                         |

※BモードのメールはWebメールとなる。

## テレビCM
テレビCMには、YUKIのワンダーライン (night swimming mix) が楽曲に使われた。

## 歴史
N905iμ
- 2007年9月13日 - 技術基準適合証明 (TELEC) 通過
- 2007年9月14日 - 連邦通信委員会 (FCC) 通過
- 2007年9月20日 - 電気通信端末機器審査協会 (JATE)通過
- 2007年11月1日 - D905i・D705i・D705iμ・F905i・F705i・N905i・N905iμ・N705i・N705iμ・P905i・P905iTV・P705i・P705iμ・PROSOLID μ・SH905i・SH905iTV・SH705i・SO905i・SO905iCS・SO705i・L705i・L705iX・NM705iの開発が発表
- 2007年11月30日 - 発売開始
- 2007年12月19日 - ソフトウェアの更新

N905iBiz
- 2007年9月20日 - 電気通信端末機器審査協会 (JATE) 通過
- 2007年9月20日 - 技術基準適合証明 (TELEC) 通過
- 2007年10月19日 - 連邦通信委員会 (FCC) 通過
- 2007年12月3日 - 開発発表
- 2007年12月18日 - 発売開始

## 不具合
2007年12月19日に、以下の1点の不具合の修正と1点の変更がソフトウェアの更新でなされた。
- 電話発信画面にFlash画像を設定した場合、音声発信しても電話発信画面にFlash画像が表示されずに初期設定画像が表示される不具合。
- エリアメール受信設定画面の説明文が変更された。

2008年3月4日に、以下の1点の不具合の修正と1点の変更がソフトウェアの更新でなされた。
- メール作成時にデコメ絵文字を選択すると、強制的に再起動してしまう。
- デコメ絵文字を使ったメールをスクロールする際の視認性を向上。

2008年4月2日に、以下の2点の不具合の修正がソフトウェアの更新でなされた。
- 外部機器との組み合わせにおいて、外部機器側から通話終了の操作ができない場合がある
- 赤外線通信で特定の機種から電話帳を全件転送した際に、エラーが発生してデータ転送されない場合がある

2008年8月20日に、以下の2点の不具合の修正がソフトウェアの更新でなされた。
- メール機能使用中に、特定の操作のタイミングによって、電源が再起動する場合がある
- 省電力モードがOFFにも関わらず、一定時間経過後、待ち受け画面の表示が消える場合がある

2009年4月7日に、以下の1点の不具合の修正と1点の変更がソフトウェアの更新でなされた。
- デコメ絵文字が入った署名を設定し、新規メールを作成中にマルチボタン選択後、メールボタンを押下し、新規メール作成を実行すると電源リセットする場合がある
- 海外の一部地域において、地域特性により通話や通信できない場合があったが、利用できるように品質を改善